# 18세, 우리 결혼했어요
《18세, 우리 결혼했어요》는 한유랑의 순정 만화로, 2008년 8월 29일부터 같은 해 9월 30일까지 10권에 걸쳐 연재되었다.

## 줄거리
어느 날 천계에서 천생연분록이 떨어지는데, 누군가의 장난으로 인해 두 사람의 운명이 바뀌는 해괴한 일이 벌어진다. 그 대상자는 가상현실 게임에서 만난 커플인데, 알고보니 이 두 사람은 남자는 성격이 까칠하고 여자는 사랑 따위 필요 없다고 한다. 가상현실 게임에서 만난 이 한 쌍의 커플은 이상하게 꼬인 운명을 어떻게든 풀기 위한 험난한 여정을 밟게 된다.